# Municipio de Fabius (condado de Marion)
El municipio de Fabius (en inglés: Fabius Township) es un municipio ubicado en el condado de Marion en el estado estadounidense de Misuri. En el año 2010 tenía una población de 1273 habitantes y una densidad poblacional de 5,94 personas por km².

## Geografía
El municipio de Fabius se encuentra ubicado en las coordenadas 39°53′15″N 91°31′48″O / 39.88750, -91.53000. Según la Oficina del Censo de los Estados Unidos, el municipio tiene una superficie total de 214.41 km², de la cual 207.03 km² corresponden a tierra firme y (3.44%) 7.37 km² es agua.

## Demografía
Según el censo de 2010, había 1273 personas residiendo en el municipio de Fabius. La densidad de población era de 5,94 hab./km². De los 1273 habitantes, el municipio de Fabius estaba compuesto por el 98.9% blancos, el 0.08% eran afroamericanos, el 0.16% eran amerindios, el 0.08% eran asiáticos, el 0.08% eran isleños del Pacífico, el 0.08% eran de otras razas y el 0.63% pertenecían a dos o más razas. Del total de la población el 0.16% eran hispanos o latinos de cualquier raza.